# Nephtheis fascularis
Nephtheis fascularis är en sjöpungsart som först beskrevs av Richard von Drasche-Wartinberg 1882.  Nephtheis fascularis ingår i släktet Nephtheis och familjen Polycitoridae. Inga underarter finns listade i Catalogue of Life.